# Dinastia Bahri
La dinastia Bahri dei Mamelucchi governò l'Egitto, la Siria e la parte occidentale della Penisola araba dal 1250 al 1390.

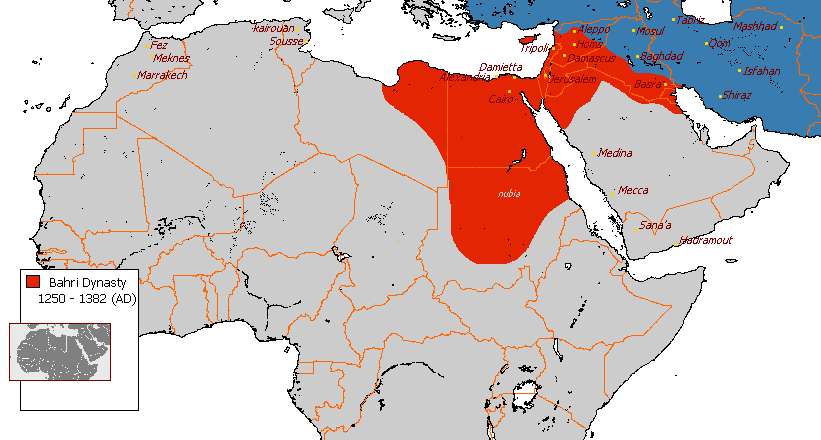
Dinastia Bahri, 1250-1382

Formata dall'elemento turco Kipchak, originario delle steppe euro-asiatiche, la dinastia Bahri succedette senza traumi ai suoi padroni ayyubidi - al cui servizio armato erano stati fedelmente, malgrado la loro condizione servile (mamlūk, pl. mamālīk, letteralmente "posseduto", identifica infatti lo "schiavo") - il cui ultimo esponente, al-Ṣāliḥ Ayyūb, aveva provveduto a reclutarne in gran quantità per affermarsi all'interno della sua famiglia.
Morto senza eredi al-Salih Ayyub, la vedova Shajar al-Durr sposò il Mamelucco al-Muʿizz ʿIzz al-Dīn Aybak, consentendo in quel modo una parvenza di legalità al cambiamento di regime, peraltro pressoché inevitabile.
Il fatto di essere acquartierati sull'isola nilotica di Roda, li fece definire Baḥrī (dalla parola araba baḥr, che può significare tanto "mare", quanto "fiume").

## Sultani
I loro Sultani furono:
| Periodo | Periodo |                                                 | Legami                                                                     | Arabo                                                             | Turco         |                           |
| ------- | ------- | ----------------------------------------------- | -------------------------------------------------------------------------- | ----------------------------------------------------------------- | ------------- | ------------------------- |
| 1250    | 1257    | Shajar al-Durr                                  | vedova dell'ayyubide al-Ṣāliḥ Ayyūb (la quale, di fatto, governò l'Egitto) | in arabo أم خليل عصمة الدنيا والدين "المستعصمية" شجر الدرّ‎?        | Şecer-üd-Dürr | Regnarono congiuntamente. |
| 1250    | 1257    | al-Muʿizz ʿIzz al-Dīn Aybak                     | secondo periodo di Shajar al-Durr                                          | in arabo المعز عز الدين أيبك‎?                                     | Aybeg         | Regnarono congiuntamente. |
| 1257    | 1259    | al-Manṣūr Nūr al-Dīn ʿAlī                       | figlio di Aybak                                                            | in arabo المنصور نور الدين علي بن أيبك‎?                           | Mansur Ali    |                           |
| 1259    | 1260    | al-Muẓaffar Sayf al-Dīn Qutuz                   | mamelucco di Aybak                                                         | in arabo المظفر سيف الدين قطز‎?                                    | Kutuz         |                           |
| 1260    | 1277    | al-Zāhir Rukn al-Dīn Baybars al-Bunduqdārī      | mamelucco di al-Ṣāliḥ Ayyūb                                                | in arabo الظاهر ركن الدين بيبرس البندقداري‎?                       | Baybars I     |                           |
| 1277    | 1279    | al-Saʿīd Nāṣir al-Dīn Baraka Khān               | figlio di Baybars                                                          | in arabo السعيد ناصر الدين أبو المعالى محمد بن بركة خان بن بيبرس‎? | Bereke        |                           |
| 1279    | 1279    | al-ʿĀdil Badr al-Dīn Salamish                   | figlio di Baybars                                                          | in arabo العادل بدر الدين سلامش بن الظاهر بيبرس‎?                  | Sülemiş       |                           |
| 1279    | 1290    | Qalawun (al-Manṣūr Sayf al-Dīn Qalāʾūn al-Alfī) | mamelucco di al-Ṣāliḥ Ayyūb                                                | in arabo المنصور سيف الدين قلاوون الألفى‎?                         | Kalavun       |                           |
| 1290    | 1293    | al-Ashraf Ṣalāḥ al-Dīn Khalīl ibn Qalāʾūn       | figlio di Qalāʾūn                                                          | in arabo الأشرف صلاح الدين خليل بن قلاوون‎?                        | Halil         |                           |
| 1293    | 1295    | al-Nāṣir Muḥammad                               | figlio di Qalāʾūn                                                          | in arabo الناصر محمد بن قلاوون‎?                                   | Nasır         | Primo regno               |
| 1295    | 1297    | al-ʿĀdil Zayn al-Dīn Kitbughā al-Manṣūr         | mamelucco di Qalāʾūn                                                       | in arabo العادل زين الدين كتبغا المنصور‎?                          | Kitbuga       |                           |
| 1297    | 1299    | al-Manṣūr Ḥusām al-Din Lājin                    | mamelucco di al-Manṣūr Nūr al-Dīn ʿAlī, poi di Qalāʾūn                     | in arabo المنصور حسام الدين لاجين‎?                                | Laçin         |                           |
| 1299    | 1309    | al-Nāṣir Muḥammad                               |                                                                            |                                                                   |               | Secondo regno             |
| 1309    | 1309    | al-Muẓaffar Rukn al-Dīn Baybars al-Jāshangīr    | mamelucco di Qalāʾūn                                                       | in arabo المظفر ركن الدين بيبرس الجاشنكير‎?                        | Baybars II    |                           |
| 1309    | 1341    | al-Nāṣir Muḥammad                               |                                                                            |                                                                   |               | Terzo regno               |
| 1341    | 1341    | al-Manṣūr Sayf al-Dīn Abū Bakr                  | figlio di al-Nāṣir Muḥammad                                                | in arabo المنصور سيف الدين أبو بكر بن الناصر محمد‎?                | Ebu Bekir     |                           |
| 1341    | 1342    | al-Ashraf ʿAlāʾ al-Dīn Kūjak                    | figlio di al-Nāṣir Muḥammad                                                | in arabo الأشرف علاء الدين كوجك بن الناصر محمد‎?                   | Küçük         |                           |
| 1342    | 1342    | al-Nāṣir Shihāb al-Dīn Aḥmad                    | figlio di al-Nāṣir Muḥammad                                                | in arabo الناصر شهاب الدين أحمد بن الناصر محمد‎?                   | Ahmed         |                           |
| 1342    | 1345    | al-Ṣāliḥ ʿImād al-Dīn Ismāʿīl                   | figlio di al-Nāṣir Muḥammad                                                | in arabo الصالح عماد الدين إسماعيل بن الناصر محمد‎?                | İsmail        |                           |
| 1345    | 1346    | al-Kāmil Sayf al-Dīn Shaʿbān                    | figlio di al-Nāṣir Muḥammad                                                | in arabo الكامل سيف الدين شعبان بن الناصر محمد‎?                   | Şaban I       |                           |
| 1346    | 1347    | al-Muẓaffar Zayn al-Dīn Ḥājjī                   | figlio di al-Nāṣir Muḥammad                                                | in arabo المظفر زين الدين حاجي بن الناصر محمد‎?                    | Hacı I        |                           |
| 1347    | 1351    | al-Nasir Badr al-Din Abu al-Ma'ali al-Hasan     | figlio di al-Nāṣir Muḥammad                                                | in arabo الناصر بدر الدين أبو المعالي الحسن بن الناصر محمد‎?       | Hasan         | Primo regno               |
| 1351    | 1354    | al-Ṣāliḥ Ṣalāḥ al-Dīn Ṣāliḥ                     | figlio di al-Nāṣir Muḥammad                                                | in arabo الصالح صلاح الدين صالح بن الناصر محمن‎?                   | Salih         |                           |
| 1354    | 1361    | al-Nāṣir Badr al-Dīn Abū al-Maʿālī al-Ḥasan     |                                                                            |                                                                   |               | Secondo sultanato         |
| 1361    | 1363    | al-Manṣūr Ṣalāḥ al-Dīn Muḥammad                 | figlio di Zayn al-Dīn Ḥājjī                                                | in arabo المنصور صلاح الدين محمد بن حاجي بن قلاوون‎?               | Muhammed      |                           |
| 1363    | 1376    | al-Ashraf Zayn al-Dīn Shaʿbān                   | nipote di al-Nāṣir Muḥammad                                                | in arabo الأشرف زين الدين شعبان بن حسن بن محمد بن قلاوون‎?         | Şaban II      |                           |
| 1376    | 1382    | al-Manṣūr ʿAlāʾ al-Dīn ʿAlī                     | figlio di Zayn al-Dīn Shaʿbān                                              | in arabo المنصور علاء الدين علي بن شعبان‎?                         | Ali           |                           |
| 1382    | 1382    | al-Ṣāliḥ Zayn al-Dīn Ḥājjī                      | figlio di Zayn ad-Dîn Shaʿbān                                              | in arabo الصالح زين الدين حاجى‎?                                   | Hacı II       | Primo regno               |
| 1382    | 1389    | al-Ẓāhir Sayf al-Dīn Barqūq                     | mamelucco di Yalboghā al-ʿUmarī che è stato il tutore di ʿAlāʾ al-Dīn ʿAlī | in arabo الظاهر سيف الدين برقوق‎?                                  | Berkuk        | Primo regno (Burjiti)     |
| 1389    | 1389    | al-Ṣāliḥ Zayn al-Dīn Ḥājjī                      |                                                                            |                                                                   |               | Secondo regno             |
| 1389    | 1399    | al-Ẓāhir Sayf al-Dīn Barqūq                     |                                                                            |                                                                   |               | Secondo regno (Burjiti)   |